# Svatá Maří
Obec Svatá Maří (dříve též Láz, Laziště) se nachází v okrese Prachatice, kraj Jihočeský, zhruba 4 km vsv. od města Vimperk.
Žije zde 605 obyvatel. V obci se nachází 2 obchody, MŠ, ZŠ, koupaliště, 4 rybníky, fotbalové hřiště, hostinec a domov důchodců.
Severovýchodně od obce se nachází přírodní památka Mařský vrch, východně pak přírodní památka Skalka.

## Historie
První písemná zmínka o obci pochází z roku 1352. První název obce se uvádí jako Laz Marie de Laz.

## Pamětihodnosti
- Kostel svaté Maří Magdalény
- Fara
- V obci jsou chráněny dvě památné lípy – jedna u fary, druhá v zahradě domova důchodců.
- Křížová cesta na Mařském vrchu s kaplí svatého Václava

## Části obce
- Svatá Maří
- Brdo
- Smrčná
- Štítkov
- Trhonín
  - osada Bláhov
- Vícemily

V letech 1850–1920 k obci patřily i Dvorec, Libotyně a Lštění.

## Galerie

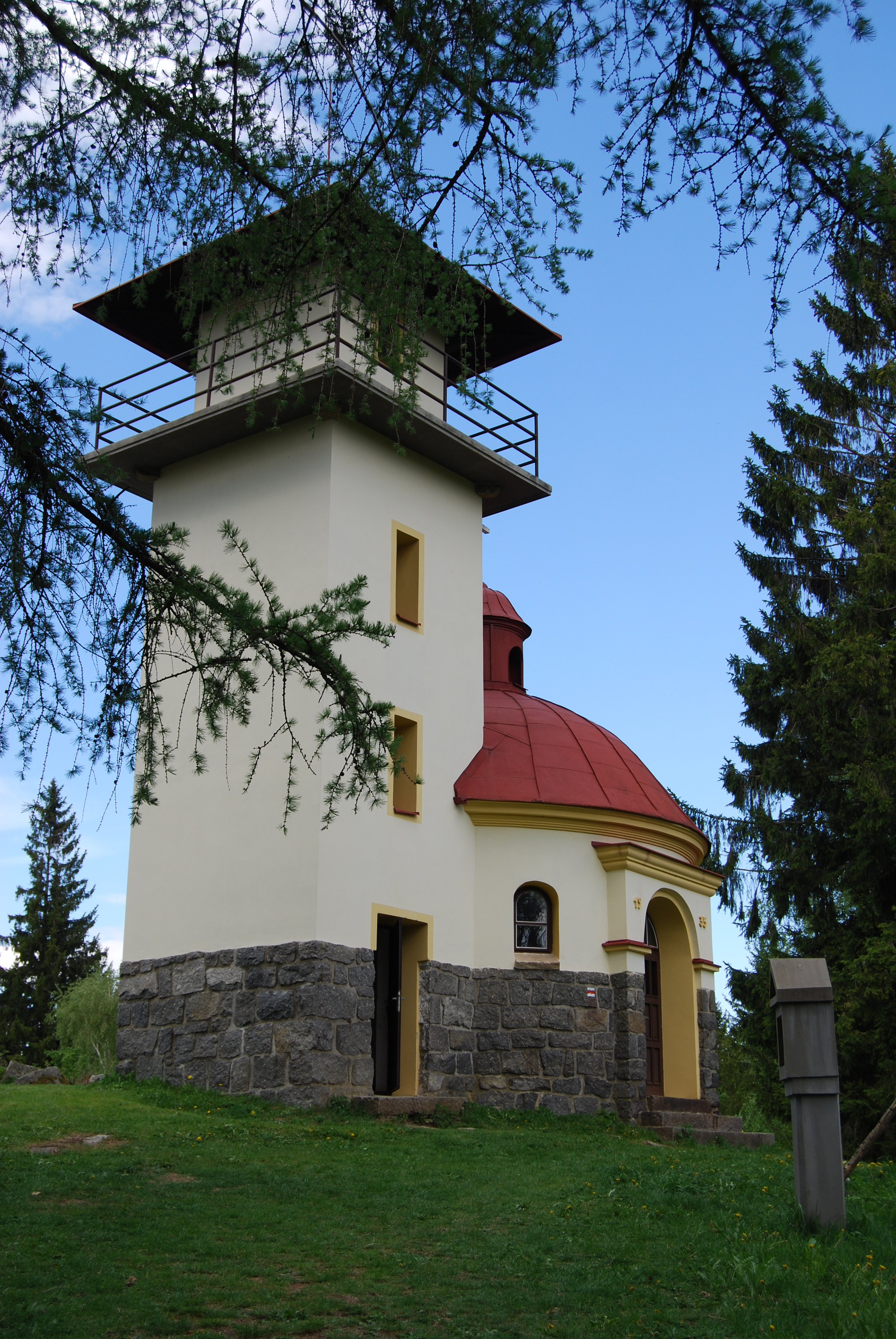
Rozhledna na přírodní památce Mařský vrch
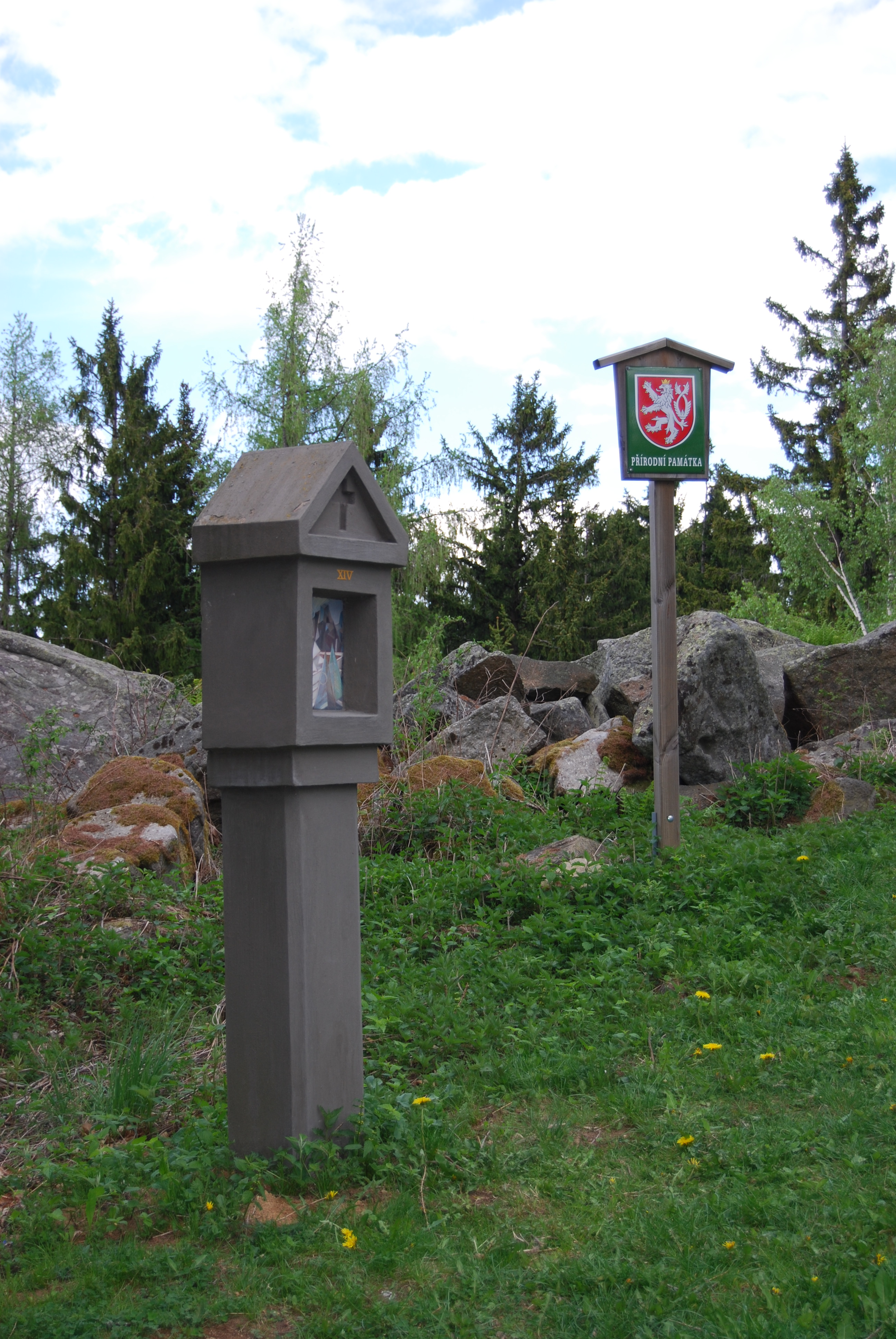
Jednotlivé zastavení křížové cesty na přírodní památce Mařský vrch
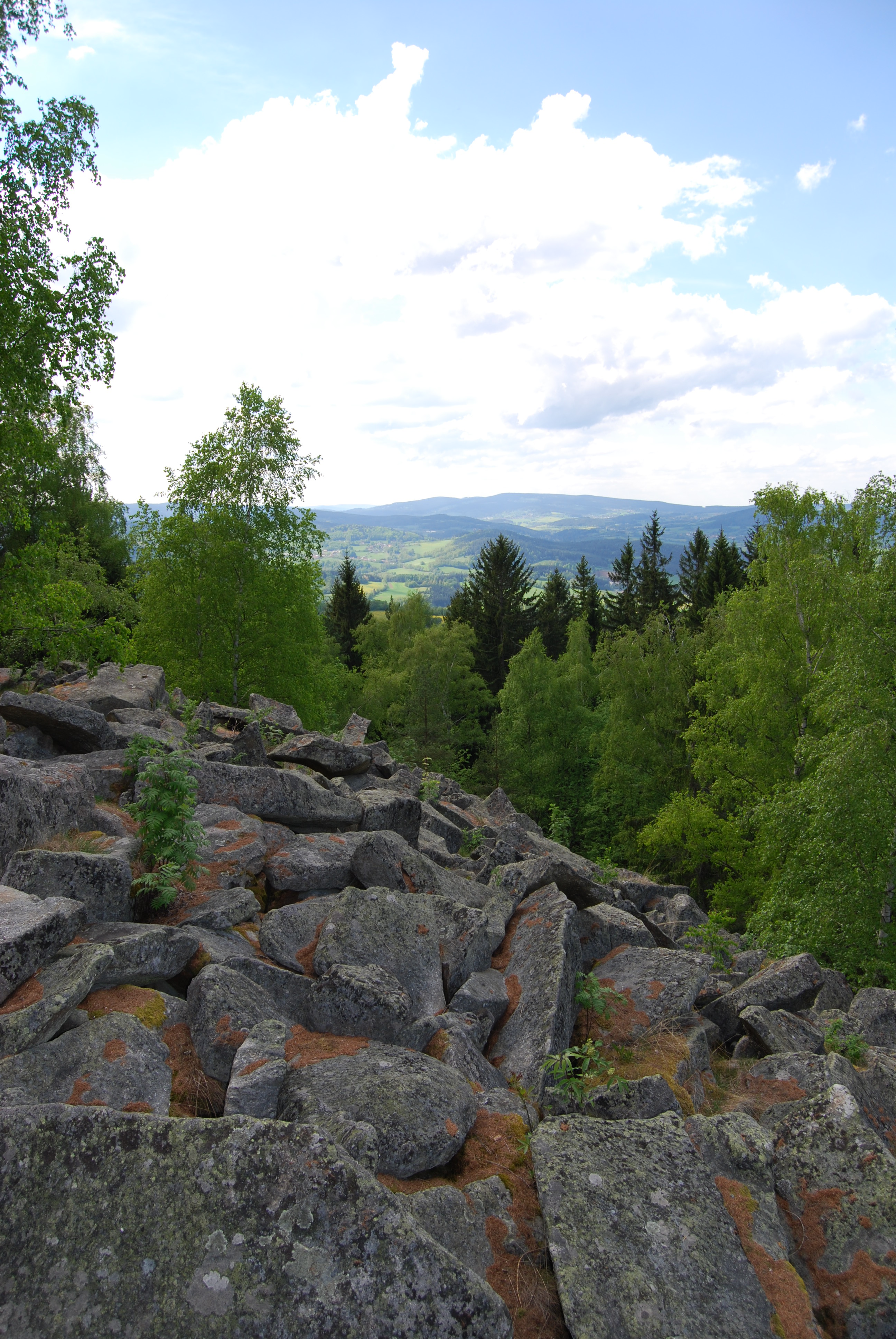
Přírodní památka Mařský vrch
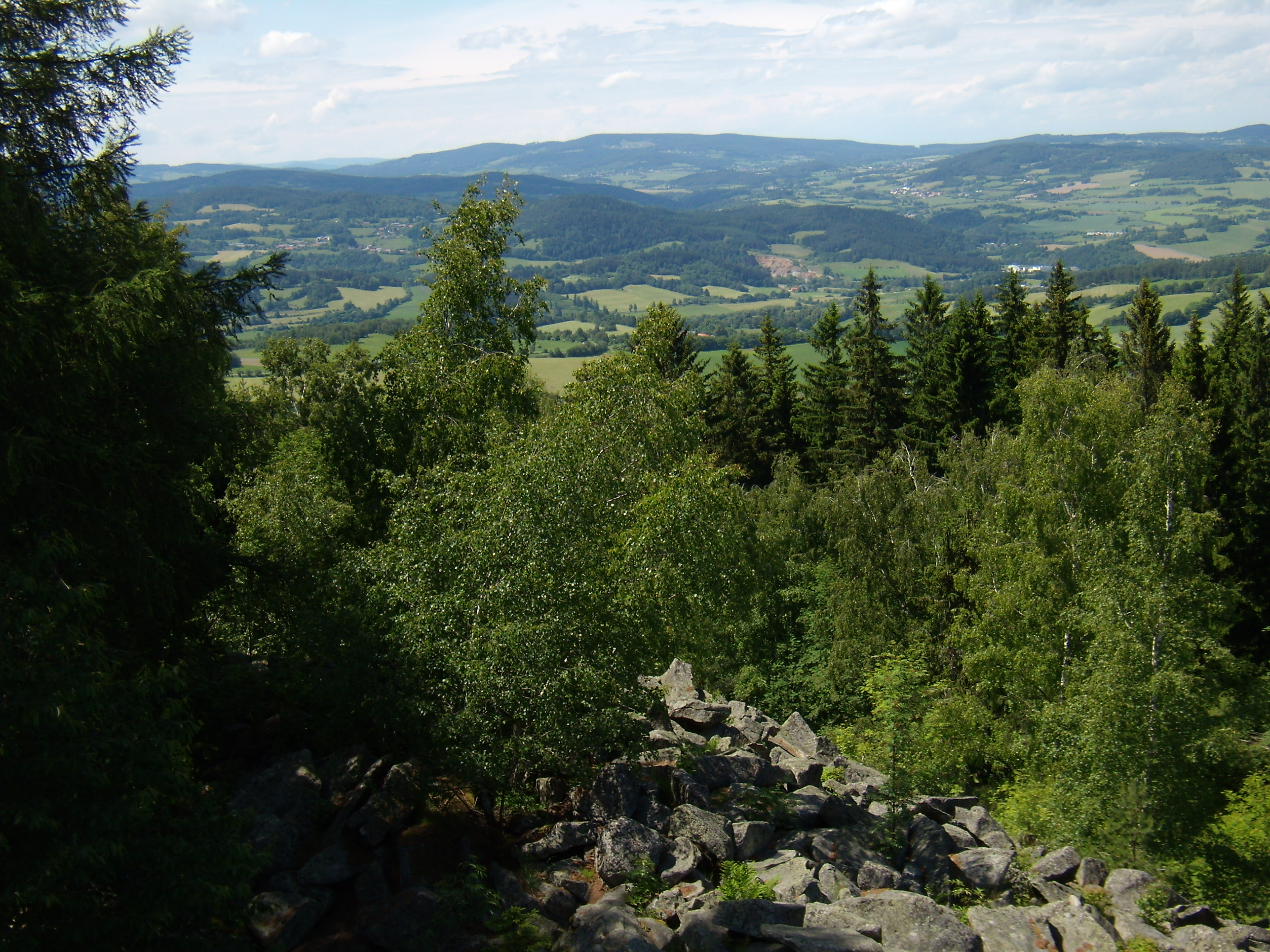
Pohled na Javorník z Mařského vrchu